# Feláhova fontána
Feláhova fontána (francouzsky Fontaine du Fellah) je fontána v Paříži v 7. obvodu na ulici Rue de Sèvres č. 97.

## Historie
Fontána byla postavena v roce 1806. Jejím autorem je architekt Louis-Simon Bralle a sochu vytvořil Pierre-Nicolas Beauvalet. Současná socha umístěná na fontáně je pouze kopií, kterou vytvořil Jean-François Gechter. Kašna byla 25. července 1977 zapsána na seznam historických památek.
Od roku 2005 je kašna bez vody, protože pronikala do sousední stanice metra Vaneau.

## Popis
Styl kašny byl ovlivněn Napoleonovým tažením do Egypta. Proto je také pojmenována po egyptském zemědělci – feláhovi. Ve výklenku je socha v nadživotní velikosti ve staroegyptském stylu, která drží v každé ruce amforu, ze kterých vytéká voda. Voda padá do polokruhové nádrže, odkud vytéká z bronzového maskaronu ve tvaru lví hlavy. Ve frontonu nad fontánou je orel s roztaženými křídly.